# António de Ataíde, 5.º Conde da Castanheira
D. António de Ataíde, 1º conde de Castro Daire e 5º conde da Castanheira (1564 - Lisboa, 14 de dezembro de 1647) foi um destacado político e comandante naval do período da União Ibérica. Além de governador de Portugal de 1631 a 1633, e titular de dois condados, herdou também o cargo de Alcaide-Mor de Guimarães, confirmado por carta régia de 6 de fevereiro de 1593

## Biografia
Era o 3.º filho do 2.º casamento (que ocorreu c. 1555) do 2.º conde da Castanheira, igualmente chamado D. António de Ataíde, falecido em 1603. Sua mãe, D. Bárbara de Lara (nascida provavelmente c. 1530), era filha do 3.º marquês de Vila Real, D. Pedro de Meneses, com D. Brites de Lara (filha única e herdeira de D. Afonso de Viseu, 8.º condestável de Portugal).
Na crise da Independência, morto o Cardeal-Rei, seguiu o partido de Filipe I, tomando parte na expedição do marquês de Santa Cruz contra a Ilha Terceira.
Serviu sob as ordens de D. Martinho de Ribera, general das galés de Espanha, e prestou tão bons serviços que foi nomeado, sucessivamente, capitão de cavalos, fronteiro-mor dos coutos de Alcobaça, general de uma armada da costa, coronel de Infantaria, capitão-mor da armada da Índia, e, finalmente, general das armadas de Portugal.
Foi um dos raros comandantes de armada da época que dominava perfeitamente a arte de navegar, tendo até, em pelo menos uma ocasião, em 1612, assegurado pessoalmente a pilotagem de uma embarcação, no caso a nau capitânea da Carreira da Índia, e escrito o respectivo diário da viagem de regresso a Lisboa, algo de verdadeiramente excepcional na história da Carreira.
O espólio que deixou, reconstituído em parte pelo historiador C. R. Boxer, é considerado "um elemento precioso para o conhecimento da realidade marítima e naval no período em que nela participou".
Porém, não obstante os seus profundos conhecimentos da arte de navegação, quando em 1622 a nau «Nossa Senhora da Conceição» regressava da Índia, com seu valioso carregamento, foi incendiada por corsários "turcos" (na realidade da Argélia, na época ligada ao império otomano), que iludiram a vigilância de D. António, incumbido de a esperar e comboiar.
A nau foi atacada por 17 navios argelinos junto à costa portuguesa, da qual se aproximava no termo da sua viagem de regresso da Índia. Após dois dias de combates explodiu, perdendo-se assim o que na altura foi considerado "um dos mais ricos transportes que alguma vez tinham vindo do Oriente". Esses acontecimentos, bem como as provações dos viajantes - que foram no final capturados, escravizados e levados para Argel - seriam depois objeto de um texto escrito por João de Carvalho Mascarenhas, integrado no que ficou conhecido como pseudo-terceiro volume da História Trágico-Marítima. 
A nau deveria ter sido defendida pela armada da costa, pelo que o respectivo comandante, D. António de Ataíde, foi imediatamente encarcerado. Ele porém logo contra-argumentou, queixando-se de haver indícios de que a sua culpabilização resultava de uma perseguição pessoal, e alegando que lhe tinha sido simplesmente impossível socorrer o navio da Índia, por as condições de navegação não lho permitirem.
Por isso, concluído o julgamento, foi no final absolvido, reconhecendo-se que havia cumprido o seu dever, embora mal sucedido.  
Filipe III de Portugal, querendo marcar tal circunstância e seu real apreço, nomeou-o gentil-homem de sua Câmara, mordomo-mor da Rainha D. Isabel, conselheiro de Estado do Conselho de Portugal e presidente do Conselho de Aragão. 
Além disso, foi agraciado com o título de conde de Castro Daire, concedido por alvará de 30 de abril de 1625, assinado em Aranjuez por Filipe III, e confirmado por carta régia de 20 de junho do mesmo ano de 1625.
Em 1628 - 1629, foi enviado à Alemanha como embaixador extraordinário junto do imperador Fernando II.
Nomeado para o cargo de governador do Reino de Portugal, juntamente com o Conde de Vale de Reis, de 14 de agosto de 1631 a 1 de abril de 1632, depois dessa data exerceu a mesma função sozinho, até maio de 1633, quando tomou posse de presidente da Mesa de Consciência.
Sucedeu também ao seu sobrinho, D. João de Ataíde, como 5º conde da Castanheira, depois deste falecer em 1637, sem deixar geração dos seus dois casamentos. Herdou assim todos os senhorios hereditários da casa da Castanheira, incluindo o cargo de donatário da capitania de Itaparica e Tamarandiva, no Brasil.
Quando em 1640 houve a revolução, colocou-se a favor do duque de Bragança. Isso não impediu que fosse preso em 1641 por suspeita de envolvimento em atividades favoráveis à Espanha, mas foi posteriormente absolvido e libertado.

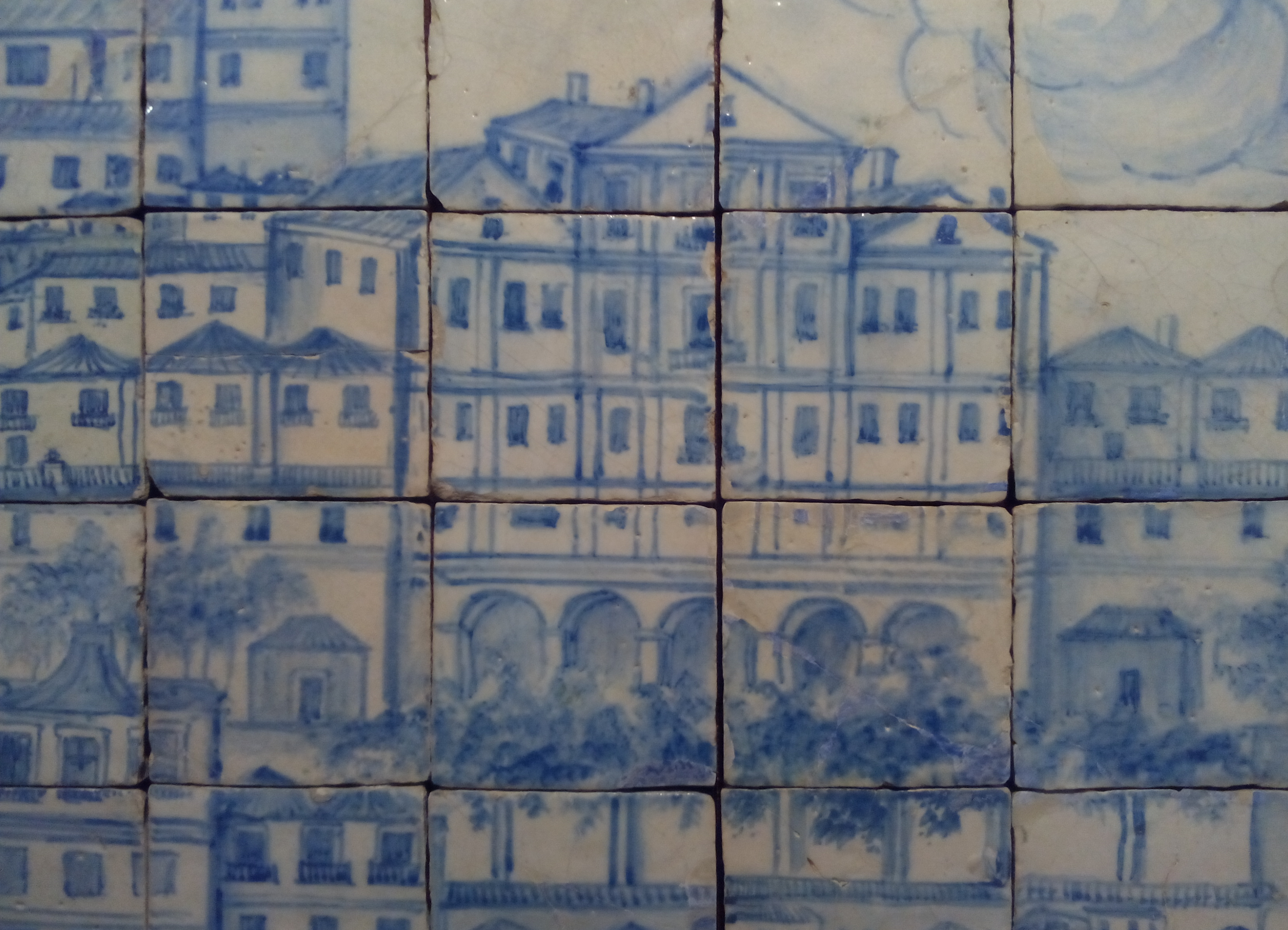
Representação do Convento de São Francisco da Cidade, em cuja capela-mor D. António de Ataíde foi sepultado

Foi sepultado, assim como a sua mulher, na capela-mor no Convento de São Francisco da Cidade de Lisboa, com o epitáfios redigidos em Latim.

## Casamento e descendência
Casou "clandestinamente" com sua parente, D. Ana de Lima, que foi a 7.ª senhora de Castro Daire por carta régia de confirmação de 7 de outubro de 1593 e também senhora da alcaidaria-mor de Guimarães; era filha e herdeira de D. António de Lima, 6.º senhor de Castro Daire, com D. Maria de Vilhena.  
Por este casamento, a casa dos Limas, senhores de Castro Daire, passou para os Ataídes da Castanheira. 
D. António e D. Ana foram pais de D. Jerónimo de Ataíde, que herdou os condados paternos, como 2.º conde de Castro Daire e 6.º conde da Castanheira.

## Obra
Homem culto, amante das letras, elogiado por Lope de Vega, escreveu, entre outros textos, os seguintes:
- Cargos que resultarão da devassa que os governadores de Portugal mandaram tirar a Dom Antonio de Attayde, capitão-general da Armada de Portugal, acerca da perda da nau Nossa Senhora da Conceição que os Inimigos queimarão no ano de 1621, e resposta de Dom António aos cargos [15]
- Regimento dado pello general Dom Antonio de Ataide aos Capitães da armada [4]
- Diario da Jornada, que fez a Alemanha no fim de Dezembro de 1628 [14]
- Arte Poetica [14]